# Igor Jevgenyjevics Tamm
Igor Tamm (teljes nevén Igor Jevgenyjevics Tamm, oroszul: Игорь Евгеньевич Тамм; Vlagyivosztok, 1895. július 8. – 1971. április 12., Moszkva) Nobel-díjas szovjet fizikus.
1958-ban Fizikai Nobel-díjat kapott megosztva Pavel Alekszejevics Cserenkovval és Ilja Mihajlovics Frankkal a Cserenkov-Vavilov-hatás (Cserenkov-sugárzás) felfedezéséért és értelmezéséért (1942).

## Élete
Igor Tamm apai ágon német nemes származású volt. Nagyapja, Theodor Tamm Türingiából vándorolt be. Apja Jevgenyij Fjodorovics Tamm, mérnök (német állampolgár), anyja Olga Mihajlovna Davidova. (Egyes források tévesen zsidó származásúként említik.)
1905-től 1913-ig Jeliszavetgradban (jelenleg Kropivnickij, Ukrajna) járt gimnáziumba.
1913-1914-ben gimnáziumi barátjával, Borisz Gesszennel az Edinburgh-i Egyetemen tanult.
Az első világháború kitörésekor 1914-ben önkéntesként csatlakozott a hadsereghez, és szanitécként szolgált. 1917-ben bekapcsolódott a forradalmi mozgalomba, és szociáldemokrataként (mensevik) aktív háborúellenes aktivistává vált, forradalmi bizottságokban vett részt az 1917-es februári orosz forradalom után.
Egyetemi tanulmányait a Moszkvai Állami Egyetemen folytatta, ahol 1918-ban végzett.
1923. május 1-én kezdte meg oktatói tevékenységét a Moszkvai Állami Tanárképző Egyetem fizika tanszékén. Ugyanebben az évben írta meg első tudományos munkáját az Anizotróp közeg elektrodinamikája a speciális relativitáselméletben címmel. 1928-ban pár hónapot töltött Paul Ehrenfestnél a leideni egyetemen.
1932-ben Tamm egy írásában javasolta a felületi állapotok fogalmának bevezetését. Ez az elképzelése később rendkívül fontos lett a MOSFET technológia fizikai megalapozásához.
1934-től 1971-ig, haláláig volt a Moszkvai Lebegyev Fizikai Intézet elméleti osztályának vezetője.
1934-ben Tamm és Szemjon Altsuler vetette fel, hogy a neutron (nem nulla) mágneses momentummal rendelkezik. A felvetés azért váltott ki megütközést, mert mint köztudott, a neutron semleges részecske, s így nem lehetne mágneses momentuma. Tammék ezzel tulajdonképpen azt vetették fel, hogy a neutronnak valamiféle belső szerkezete van. Mindezt jóval a kvarkok feltételezése (1964), még inkább felfedezése előtt.
Ugyanebben az évben Tamm vázolta azt az elképzelését, hogy a proton-neutron kölcsönhatások egy még ismeretlen nagy tömegű részecske által közvetített kölcsönhatásként írhatók le. Ezt a gondolatot később Jukava Hideki (Hideki Yukawa) fejlesztette mezonelméletté.
1939-ben a sztálini önkény következtében letartóztatták és kivégezték testvérét és közeli barátját, Borisz Hesszent.
1945-ben kidolgozott egy közelítő módszert a soktest probléma megoldására, amelyet tőle függetlenül 1950-ben Sidney Dancoff is önállóan kidolgozott, s most Tamm–Dancoff-közelítésnek nevezik.
Az 1940-es évek végén - az 1950-es évek elején Tamm részt vett a szovjet hidrogénbomba előállítási programban. 1949 és 1953 között a legtöbb időt Szarovban, a „titkos városban”  töltötte a hidrogénbombát kifejlesztő elméleti csoport vezetőjeként. A hidrogénbomba 1953-as első sikeres tesztje után visszavonult a programból és visszatért a Moszkvai Lebegyev Fizikai Intézetbe.
1951-ben  Tamm Andrej Szaharovval a Tokamak rendszert ajánlotta a szabályozott termonukleáris reakció, a  fúziós reaktor megvalósításához, amelyben toroid mágnesek tartják fenn a vízszintes gyűrűként elhelyezkedő plazmát távol tartva azt a berendezés falától. Hamarosan az első ilyen eszközöket az INF meg is építette. A T-3 szovjet toroid mágneses plazmatartály 1968-ban mutatott fel eredményeket, amikor abban az időszakban egyedülálló plazma paramétereket sikerült vele elérni. A plazma hőmérséklete nagyságrenddel haladta meg a többi kutatóközösség által előállított hőmérsékletet. Nyugati tudósok látogatták meg a kísérlet helyszínét hogy meggyőződjenek az elrendezés hatékonyságáról illetve a plazma hőmérsékletéről. A Tokamak rendszer és a vele kapcsolatos újabb kísérletek sikere az optimizmus hullámát indították el világszerte, és a mai napig ez a mágneses plazmatároló elrendezés az uralkodó a különféle fúziós reaktor kísérleteknél.
1958-ban Pavel Alekszejevics Cserenkovval és Ilja Mihajlovics Frankkal elnyerte a Fizikai Nobel-díjat a Cserenkov-Vavilov-hatás felfedezéséért és értelmezéséért.
Tamm Leonyid Iszakovics Mandelstam tanítványának vallotta magát a tudományban és az életben egyaránt.
Híresebb tanítványa volt többek között Szemjon Petrovics Subin, Jevgenyij Lvovics Fejnberg, Vitalij Lazarevics Ginzburg, Leonyid Venyiaminovics Keldis, Dmitrij Ivanovics Blohincev, Moiszej Alekszandrovics Markov, Andrej Dmitrijevics Szaharov, Vlagyimir Georgijevics Kadisevszkij, Szemjon Alekszandrovics Altsuler, David Abramovics Kirzsnic, Anatolij Alekszandrovics Vlaszov.
Vallási nézeteit tekintve ateista volt.
75 éves korában Moszkvában hunyt el. A moszkvai Novogyevicsi Temetőben található a síremléke.

## Családja
Tamm 1917 szeptemberében kötött házasságot Natalja Sujszkajával. Két gyermekük született. Irina (1921-2009, vegyész) és Jevgenyij (1926-2008, kísérleti fizikus és híres hegymászó volt, a szovjet Himalája (Everest) expedíció vezetője 1982-ben).

## Könyvei
- Л. И. Мандельштам, И. Е. Тамм (L. I.  Mandelstam-I. J. Tamm): Соотношение неопределённости энергия-время в нерелятивистской квантовой механике (~Az energia-idő határozatlansági relációja a nemrelativisztikus kvantummechanikában), Szovjet Tudományos Akadémia, Moszkva, 1945
- Собрание научных трудов в двух тома (~I. J. Tamm: Tudományos műveinek gyűjteménye két kötetben), Nauka, Moszkva, 1975
- Основы теории электричества (~A villamosságtan elméleti alapjai), Nauka, Moszkva, 1989, ISBN 502-014-244-1

## Magyarul megjelent cikkei
- Tehetségkutatás című cikke a Fizikai Szemle 1962. júniusi számában, Fizikai Szemle 1962. június, Akadémiai Kiadó, Budapest, 1962
- A diák - eleven láng című írása a Mi a világhír titka? - Nemzetközi ankét Nobel-díjas tudósokkal,  Politikai Könyvkiadó, Bukarest, 1974

## Díjak, elismerések
- A Szovjet Tudományos Akadémia levelező tagja (1933)
- A A Munka Vörös Zászló Érdemrendje (1945)
- Sztálin-díj, Első Osztályú (1946) -  az elektronoknak az anyagban fénysebesség feletti sebességgel való mozgása során bekövetkező emissziójának a felfedezéséért és tanulmányozásáért, amelynek eredményeit a Lebegyev Fizikai Intézetben tették közzé 1944-ben.
- Lenin-rend négy alkalommal (1953, 1954, 1956 és 1965)
- Akadémikus, Szovjet Tudományos Akadémia (1953)
- Sztálin-díj (1953)
- A Szocialista Munka Hőse kitüntetés (1954)
- Fizikai Nobel-díj (megosztva Pavel Alekszejevics Cserenkovval és Ilja Mihajlovics Frankkal (1958)
- A Svéd Királyi Tudományos Akadémia tagja (1959)
- A Lengyel Tudományos Akadémia kültagja (1959)
- Tiszteletbeli kültagja a American Academy of Arts and Sciences-nek (1961)
- A Leopoldina Német Természettudományos Akadémia tagja (1964)
- Lomonoszov Aranyérem az elemi részecskeelméletben és az elméleti fizika egyéb területein elért kiemelkedő eredményeiért (1967)

## Emlékezete
A tudománybanː
- Tamm-Ivanyenko erő
- Tamm-szintek
- Tamm-Frank formula
- Tamm-Dancoff közelítés

A közéletbenː

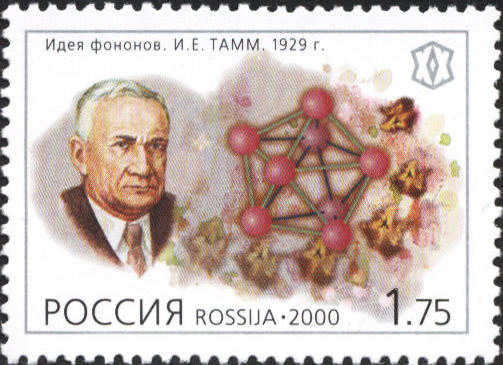
Tamm egy 2000-ben kibocsájtott orosz bélyegen mint „A fononok felfedezője, 1929”

- Moszkvában teret neveztek el róla (Tamm Akadémikus tér).
- Szülővárosában, Vlagyivosztokban a Távol-keleti Szövetségi Egyetem Fizikai és Információtechnológiai Intézetében Tamm emlékművet állítottak.
- Róla nevezték el a Lebegyev Fizikai Intézet elméleti fizikai osztályát.
- Az Orosz Tudományos Akadémia 1995-ben Igor Tamm-díjat alapított az elméleti fizika, a részecske fizika illetve a mezőelméletben kiemelkedő eredményeket elért tudósok munkájának elismerésére.
- Kropivnickijben (a korábbi Jeliszavethradban) a „Radij” kutatási és termelési vállalat előtt emlékére emlékművet avattak 2012 szeptemberében. Ugyanekkor megkapta a „Kropivnickij Díszpolgára” címet.
- Tamm Akadémikus utca Kropivnickijben (az egykori Sztálingrád Hősei utca).
- Tiszteletére róla nevezték el az Aeroflot egyik Airbus A320-as típusú utasszállító repülőgépét (VP-BID).
- Tiszteletére nevezték el az úgynevezett Tamm plazmont, amelynek létezését korábban egy cikkében megjósolta.
- 1976-ban a Nemzetközi Csillagászati Unió Hold-krátert nevezett el róla.

## Fordítás
- Ez a szócikk részben vagy egészben  a(z)   Тамм, Игорь Евгеньевич című orosz Wikipédia-szócikk ezen változatának fordításán alapul.  Az eredeti cikk szerkesztőit annak laptörténete sorolja fel. Ez a jelzés csupán a megfogalmazás eredetét és a szerzői jogokat jelzi, nem szolgál a cikkben szereplő információk forrásmegjelöléseként.
- Ez a szócikk részben vagy egészben  az   Igor Tamm című angol Wikipédia-szócikk ezen változatának fordításán alapul.  Az eredeti cikk szerkesztőit annak laptörténete sorolja fel. Ez a jelzés csupán a megfogalmazás eredetét és a szerzői jogokat jelzi, nem szolgál a cikkben szereplő információk forrásmegjelöléseként.